# Brachfeld Siegfried
Brachfeld Siegfried (Berlin, 1917. április 17. – Budapest, 1978. június 22.) magyar újságíró, konferanszié.

## Élete
Brachfeld Oszkár magyarországi zsidó hegedűművész és Meissner Edit evangélikus vallású német nő gyermekeként, Németországban született. Berlinben járt középiskolába, 1934-ig. Tanulmányait nem fejezte be, alkalmi munkákból élt az 1930-as évek végén. A Gestapo 1939-ben letartóztatta, koncentrációs táborba hurcolták, majd 1941-ben Budapestre toloncolták mint magyar állampolgárt. 1942-től munkaszolgálatos volt. 1945-ben szovjet hadifogságba esett, ahonnan 1949 karácsonyán tért haza. 
1949-től 1965-ig német nyelvű bemondóként és riporterként a Magyar Rádiónál dolgozott. 1961 és 1964 között az ELTE BTK-n német szakon tanult, majd 1965 és 1968 között a nyugat-berlini Freie Universität hallgatója volt. Filozófiai doktorátusát az ELTE-n szerezte, 1970-ben.
1957-ben a Vidám Színpadon konferált, majd az Országos Rendező Iroda főrendezője lett, ezt követően pedig a Budapester Rundschaunál volt újságíró és szerkesztő, 1971 és 1978 között. Számos filmben láthatta a közönség.

### Magánélete
Felesége Papp Anna volt, akivel 1953-ban kötött házasságot, Budapesten. Gyógyíthatatlan betegsége miatt Brachfeld hatvanegy évesen öngyilkos lett.

## Filmszerepei
- Különös ismertetőjel (1955)
- Éjfélkor (1957)
- A harangok Rómába mentek (1958)
- Sóbálvány (1958)
- Kölyök (1959)
- Két félidő a pokolban (1961)
- Kár a benzinért (1964)
- A pénzcsináló (1964)
- Én, Strasznov Ignác, a szélhámos (1966)
- Utazás a koponyám körül (1969)

## Könyve
- Also nein, diese Ungarn! (Novobáczky Sándorral közösen), Aufbau-Verlag, Berlin, 1974

## Hangfelvétele
- Brachfeld Siegfried a szerzővel előadja Timár György: Nehéz nyelv a magyar c. vidám jelenetét – youtube.com